# Łamana Dziura
Łamana Dziura – jaskinia w Dolinie Małej Łąki w Tatrach Zachodnich. Wejście do niej znajduje się w odgałęzieniu Komina Flacha (Łamanego Żlebu), na wysokości 1750 m n.p.m. Długość jaskini wynosi 15 metrów, a jej deniwelacja 10 metrów.

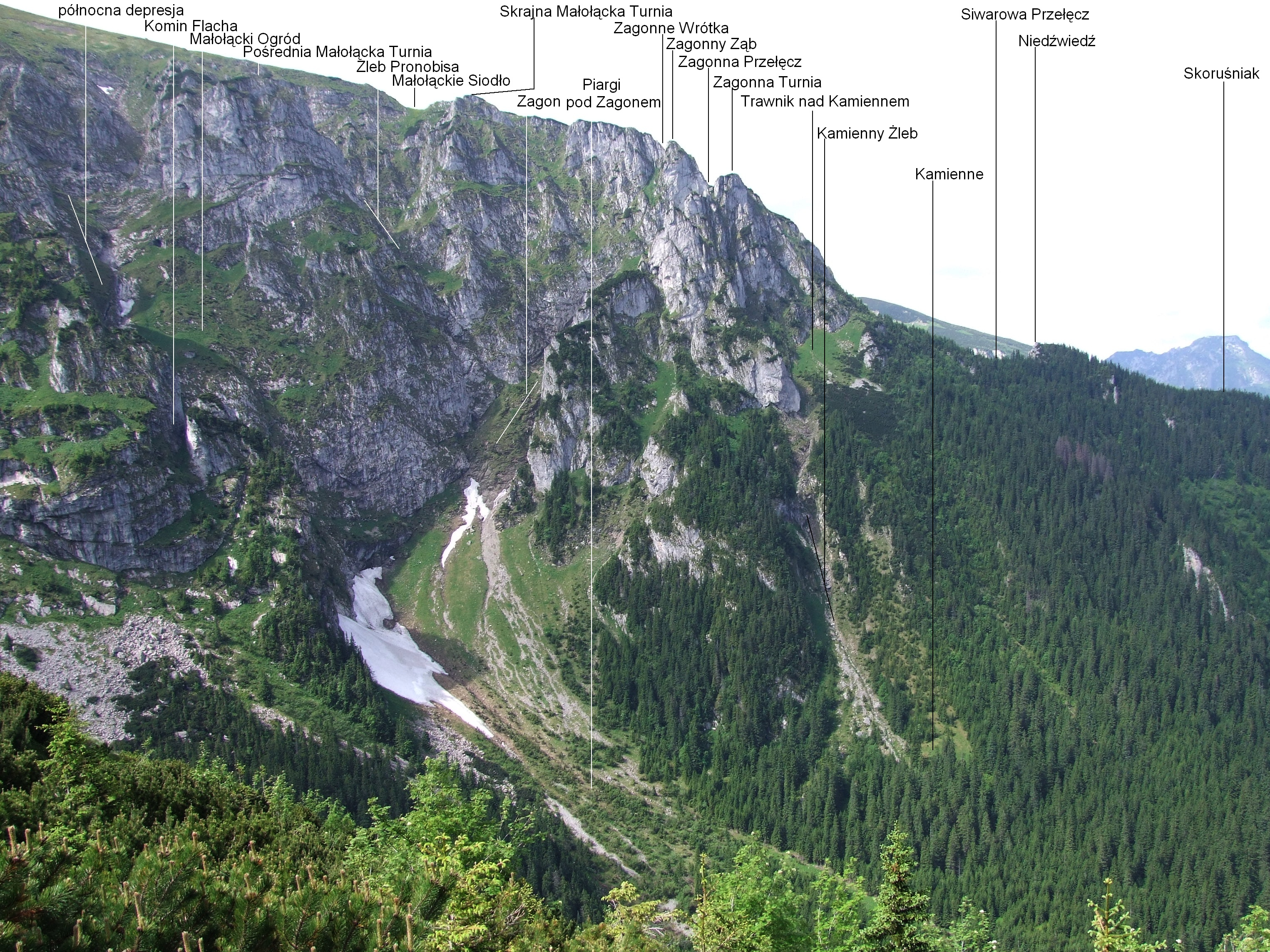
Na lewo w ścianie Komin Flacha

## Opis jaskini
Jaskinię stanowi studnia o głębokości około 9 metrów. Zaczyna się w niewielkim otworze wejściowym, a jej dnem jest obszerna sala.

## Przyroda
W jaskini nie ma nacieków. Zamieszkują ją nietoperze. Ściany są mokre.

## Historia odkryć
Jaskinię odkrył we wrześniu 2002 roku, a następnie sporządził jej opis i plan, Zbigniew Tabaczyński.